# تسان
تسان یا طسان روستای کوچکی در منطقه گوده و از توابع بخش مرکزی شهرستان بستک استان هرمزگان است. در ده کیلومتری شمال غربی دهنگ و در ۴۰ کیلومتری شمال شرقی شهر بستک واقع شده است.
محدوده :ازشمال لوبی، از جنوب دهنگ، از مغرب مردنو، و از سمت مشرق به عالی قندی محدود می‌گردد.

## جمعیت
جمعیت این روستا بر اساس سرشماری سال ۱۳۸۵ ۴۱ نفر و (۷ خانوار)
بوده است. که از اهل سنت و از شاخه شافعی هستند یعنی از پیروان امام محمد ادریس شافعی می‌باشند و به زبان اچمی تکلم می‌کنند.
دارای دبستان، مدرسه راهنمایی، برق، لوله‌کشی آب، خانه بهداشت و مسجد است.
۸ باب آب‌انبار برکه است.

## قنات
سه رشته قنات که به هم متصل است دایر است. آب این قناتها در باغهای ناخهری به مصرف آبیاری باغ مرکبات ونخل می‌رسد و آبش شیرین است. همچنین چند حلقه چاه در شمال غربی قناتها وجود دارد که در دوران قدیم به‌وسیله دَلُو و چاه چرخ گاوی از آن آب می‌کشیدند. آب زیرزمینی‌اش شیرین است.

## آرامگاه
آرامگاه شیخ محمد صوفی (فرامرز تسانی) در طسان واقع است که مورد احترام واعتقاد مردم منطقه است.

## پیشینهٔ تاریخی
در ضلع جنوبی دره تسان و در ارتفاع صحرایی است، در این صحرا آثار جاشالدهای روستای بزرگی به چشم می‌خورد وهمانطور که مشاهده می‌شود روستای بزرگ وده پررونقی بوده است، گویا پیش از روستای دهنگ ده آبادی بوده است که در اثر زلزله ویران شده است. دره‌ای از طسان سرچشمه می‌گیرد که به نام «دره کمپیر» می‌نامند، آب این دره در هنگام باران به طرف روستای دهنگ می‌رود.

## فهرست منابع و مآخذ
- محمدیان، کوخردی، محمد، “ «به یاد کوخرد» “، ج۱. چاپ اول، دبی: سال انتشار ۲۰۰۲ میلادی.
- نگاره‌ها از: محمد محمدیان.
- سلامی، بستکی، احمد.  (بستک در گذرگاه تاریخ)  ج۲ چاپ اول، ۱۳۷۲ خورشیدی.
- عباسی، قلی، مصطفی،  «بستک وجهانگیریه»، چاپ اول، تهران: ناشر: شرکت انتشارات جهان معاصر، سال ۱۳۷۲ خورشیدی.
- بالود، محمد.  (فرهنگ عامه در منطقه بستک)  ناشر همسایه، چاپ زیتون، انتشار سال ۱۳۸۴ خورشیدی.
- الکوخردی، محمد، بن یوسف، (کُوخِرد حَاضِرَة اِسلامِیةَ عَلی ضِفافِ نَهر مِهران Kookherd, an Islamic District on the bank of Mehran River) الطبعة الثالثة، دبی: سنة ۱۹۹۷ للمیلاد.
- اطلس گیتاشناسی استان‌های ایران [Atlas Gitashenasi Ostanhai Iran] (Gitashenasi Province Atlas of Iran)
- محمد، صدیق «تارخ فارس» صفحه‌های (۵۰ ـ ۵۱ ـ ۵۲ ـ ۵۳)، چاپ سال ۱۹۹۳ میلادی.